# Maravalia lonchocarpi
Maravalia lonchocarpi är en svampart som först beskrevs av G.F. Laundon, och fick sitt nu gällande namn av Y. Ono 1984. Maravalia lonchocarpi ingår i släktet Maravalia och familjen Chaconiaceae.   Inga underarter finns listade i Catalogue of Life.